# CLNS
CLNS, (anglicky Connectionless-mode Network Service, nebo Connectionless Network Service), česky nespojovaná síťová služba je datagramová služba síťové vrstvy rodiny protokolů OSI, která nevyžaduje, aby před přenosem dat bylo navázáno spojení (vytvořen okruh), a směruje každou zprávu samostatně jejímu příjemci nezávisle na ostatních zprávách. CLNS neposkytuje „spolehlivou“ službu, ale pouze „Best-effort“ doručování. CLNS plní v OSI sítích podobnou úlohu jako Internet Protocol (IP) a User Datagram Protocol (UDP) v síti Internet.

## Nespojovaný síťový protokol (CLNP)
CLNP (anglicky Connectionless-mode Network Protocol, česky Nespojovaný síťový protokol) je OSI protokol implementující CLNS. CLNP se používá v mnoha telekomunikačních sítích po celém světě, protože směrovací protokol OSI IS-IS je podle ITU-T povinným protokolem pro správu prvků v sítích SONET (SDH). Od srpna 1990 do dubna 1995 NSFNET páteř podporovala kromě TCP/IP i CLNP. Rozsah použití CLNP však zůstává v porovnání s TCP/IP nízký.

## TP4 s CLNS
Službu CLNS používá ISO Transportní Protokol třídy 4 (anglicky Transport Protocol Class 4, TP4), jeden z pěti protokolů transportní vrstvy v protokolovém zásobníku OSI. TP4 poskytuje zotavení z chyb, provádí segmentaci a skládání segmentů a poskytuje multiplexování a demultiplexování pro přenos mnoha datových proudů jedním virtuálním okruhem. TP4 řadí protokolové datové jednotky CLNS a opakuje jejich vysílání nebo znovu navazuje spojení, jestliže je příliš velký počet PDU nepotvrzený. TP4 poskytuje spolehlivou transportní službu a funkce nad spojovanou i nespojovanou síťovou službou. TP4 je nejpoužívanější z transportních protokolů OSI a jeho použití se podobá použití Transmission Control Protocol (TCP) v protokolovém zásobníku TCP/IP.

## Protokoly poskytující CLNS
Mezi protokoly poskytující službu CLNS patří:
- Connectionless-mode Network Protocol (CLNP), definovaný doporučením ITU-T X.233[4].
- End System-to-Intermediate System (ES-IS), protokol pro výměnu směrovacích informací určený pro použití ve spojení s protokolem pro CLNS (ISO 9542).
- Intermediate System to Intermediate System (IS-IS), vnitrodoménový protokol pro výměnu směrovacích informací používaný jak v sítích OSI tak v sítích s protokoly TCP/IP (ISO 10589 a RFC 1142).
- Signalling Connection Control Part (SCCP) definovaný v doporučení ITU-T Q.711[5] je CLNS protokol pro Signalizační systém č. 7.